# David Chopin
David Chopin est un coureur cycliste français né le 23 novembre 1988 à Saint-Brieuc. Longtemps membre de la formation Hennebont, il court depuis 2018 sous les couleurs de l'UCK Vannes, après un passage au sein des équipes Côtes d'Armor-Marie Morin et Bricquebec Cotentin.

## Biographie
En 2008, il remporte l'épreuve bretonne Manche-Océan et signe un contrat de stagiaire avec la formation Crédit agricole dirigée par Roger Legeay. La disparition de cette équipe en fin d'année ne lui permet cependant pas de passer professionnel. 
L'année 2009 voit donc le coureur retourner chez les amateurs et s'engager avec l'équipe Hennebont. Pour ses premiers pas sous ses nouvelles couleurs, il devient Champion de Bretagne sur route espoirs et termine troisième de l'Étoile de Tressignaux.
La saison suivante il termine une nouvelle fois sur la dernière marche du podium de l'Étoile de Tressignaux. Il est également troisième de la Flèche de Locminé dans le Morbihan.
Toujours membre du club Hennebont Cyclisme en 2012, il termine cette année-là second du Souvenir Louison-Bobet et du Circuit d'Armorique. Il se classe également troisième de la Val d'Ille Classic (une épreuve de l'UCI Europe Tour) et du Souvenir Jean-Graczyk (Coupe de France DN3). Pendant cette saison, le coureur breton est aussi sélectionné à plusieurs reprises en équipe de France espoirs et participe notamment à deux manches de la Coupe de France de cyclisme sur route (Grand Prix de Plumelec et Chateaulin).
En 2013, il gagne l'Élan galicien et multiplie les accessits sur des épreuves bretonnes.
La saison 2014 permet à David Chopin de remporter la Route bretonne, le championnat du Morbihan et la manche de la Ronde finistérienne qui se court à Pont-de-Buis.
Au cours de l'année 2015, il change de club et s'engage avec la formation Côtes d'Armor-Marie Morin. Il empoche au printemps la troisième étape de la Flèche d'Armor et la première du Tour du Pays de Lesneven. Plus tard dans la saison, il gagne une nouvelle manche de la Ronde finistérienne. En fin d'année, il signe, comme les frères Maxime et Mathieu Le Lavandier, un contrat avec la nouvelle équipe continentale galloise Dynamo Cover. Cependant, l'équipe ne voit pas le jour.
Malgré cette déconvenue, il fait le choix de poursuivre sa carrière chez les amateurs et porte le maillot de plusieurs équipes dont les formations Côtes d'Armor-Marie Morin, Bricquebec Cotentin ou encore l'UCK Vannes.

## Palmarès
| - 2006 - 2e de la Ronde du Printemps - 2008 - Manche-Océan - 2009 - Champion de Bretagne sur route espoirs - Ronde briochine - 3e de l'Étoile de Tressignaux - 2010 - 3e de la Flèche de Locminé - 3e de l'Étoile de Tressignaux - 3e du Grand Prix de Fougères - 2011 - 2e du Souvenir Louison-Bobet - 2e du Circuit d'Armorique - 3e de Val d'Ille Classic - 3e du Souvenir Jean-Graczyk - 2012 - Élan galicien - 2013 - 2e de la Ronde du Porhoët | - 2014 - Route bretonne - Ronde finistérienne - Pont-de-Buis - Championnat du Morbihan - 3e du Grand Prix U - 2015 - 3e étape de la Flèche d'Armor - 1re étape du Tour du Pays de Lesneven - Ronde finistérienne - Pencran - 3e du Circuit du Morbihan - 2016 - Ronde finistérienne - Henvic - 2e de l'Étoile de Tressignaux - 2017 - Ronde finistérienne - Pencran - 2019 - 3e des Boucles dingéennes |

## Classements mondiaux
| Année           | 2011 | 2012   |
| --------------- | ---- | ------ |
| UCI Europe Tour | 467e | 1 067e |